# 小行星3069
小行星3069（3069 Heyrovsky）是一颗围绕太阳公转的小行星。1982年10月16日，茲丹卡·瓦弗洛娃在克萊季发现了此天体。
該小行星以捷克化學家，1959年諾貝爾化學獎得主雅羅斯拉夫·海羅夫斯基命名。
这颗小行星的绝对星等为123.58876678376等。